# Nehradov

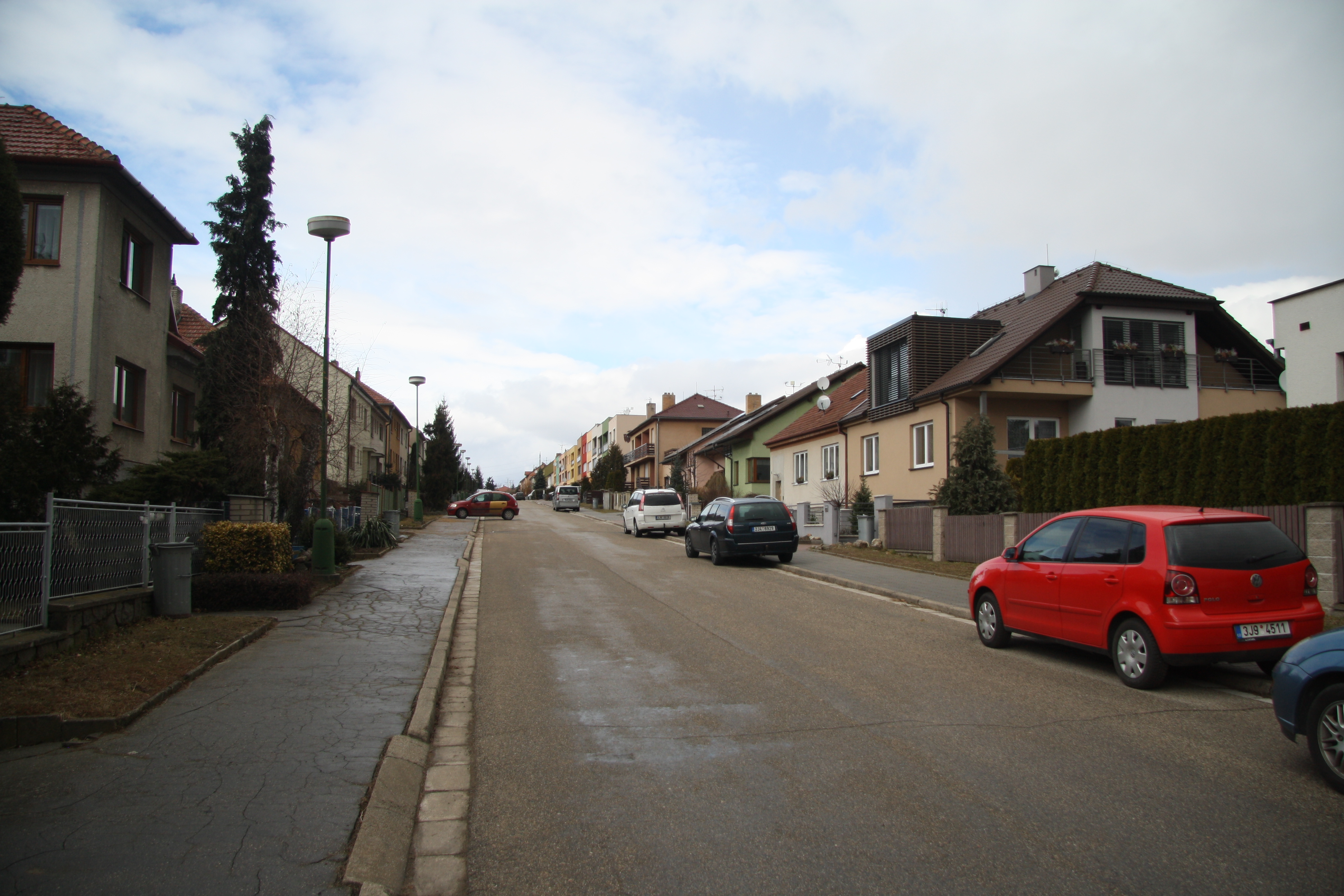
Ulice Zámecká v horní části Nehradova

Nehradov je lokalita a rozsáhlá obytná čtvrť na severozápadě Třebíče, součást Podklášteří. V roce 2021 žilo na Nehradově 1 191 obyvatel, bylo zde postaveno 453 domů.
Nehradov se rozděluje na horní část, tvořenou ulicemi Lesní, U Obůrky, Lípová, Zámecká a Dr. Suzy, a spodní část, tvořenou ulicemi Za Plovárnou, Javorová, Jasanová a Kaštanová. Mezi blízké zelené plochy patří les oddělující Nehradov od Poušova, Krajíčkova stráň, Zámecký park, okolí rybníka Kuchyňka a louka dříve sloužící pro výběh koní.

## Historie
Již v 19. století byl název Nehradov užíván pro dvě pole a je zmíněn na císařském otisku z roku 1835. Držitelem severního pole byl Antonín z Valdštejna (1793 – 1848), jižní pole bylo rozděleno tak, že většinu držel Arnošt Kiessler z Podklášteří a menší část městský špitál. Na indikační skice je rovněž viditelný dnes zaniklý rybník Obůrka.
Podle letecké mapy z roku 1947 je zřetelné, že osidlování severní části v této době již probíhalo, stálo zde zhruba deset budov. V následujících letech osidlování této části Třebíče pokračovalo, v roce 1953 jsou již na letecké mapě viditelné náznaky dnešních ulic. V 60. a 70. letech vznikala zástavba horní části Nehradova. V roce 1974 již byla velká část severní zástavby vytvořena, existovala rovněž zahrádkářská kolonie v jižní části ulice Za Plovárnou, na místě dnešní ulice Javorová se stále nacházelo pole. Buďto na konci 70., nebo v 80. letech byl zrušen rybník Obůrka a na jeho místě bylo vystavěno dětské hřiště.
Výstavba spodní části Nehradova začala až v 21. století. V letech 1997 – 2001 byly vystavěny domy na ulici Javorová, v roce 2004 je již zhruba vytvořen plán pro ulici Jasanová i s kruhovým objezdem, který ji spojoval s tehdy ještě neexistující ulicí Kaštanová. V roce 2007 lze již na letecké mapě vidět několik vystavěných domů. V roce 2012 již byla ulice Jasanová dokončena zcela a začala výstavba domů v ulici Kaštanová. Od roku 2014 je v ulici Kaštanová většina domů vystavěných, od roku 2018 má již celá čtvrť dnešní podobu.

## V současnosti
Na konci roku 2024 začala výstavba nových domů na místě původní louky východně od ulice Za Plovárnou. V místě by mělo vzniknout 20 nových pozemků, které by měly být na prodej v letech 2025 a 2026. Do místa dřívějšího výběhu koní zástavba zasahovat nebude.
V roce 2025 by mělo být vystavěno nové schodiště a veřejné osvětlení, které bezpečně propojí novou zástavbu Nehradova s říčními lázněmi Polanka.